# STS-61A
STS-61A — девятый и последний успешный космический полёт МТКК «Челленджер»; двадцать второй космический полёт «Спейс шаттла». 
Целью полёта было проведение научных исследований в немецком лабораторном модуле «Спейслэб D1» установленном в грузовом отсеке шаттла и вывод на орбиту экспериментального спутника GLOMR (Global Low Orbiting Message Relay Satellite). Это была первая миссия «Спейс шаттла» финансирование и управление которой осуществлялось другой страной — Германией. Миссия стартовала 30 октября 1985 года из Космического центра Кеннеди в штате Флорида. Единственный восьмиместный полёт в истории пилотируемой космонавтики (не считая ещё одного сводного экипажа миссии STS-71, когда на «Атлантисе» стартовали семеро, двое остались на станции «Мир», а улетели трое, то есть при посадке на борту было 8 человек).

## Экипаж
- (НАСА): Генри Хартсфилд (Henry Hartsfield) (3-й и последний космический полёт) — командир;
- (НАСА): Стивен Нейджел (Steven R. Nagel) (2) — пилот;
- (НАСА): Бонни Данбар (Bonnie J. Dunbar) (1) — специалист полёта 1;
- (НАСА): Джеймс Бакли (James Buchli) (2) — специалист полёта 2;
- (НАСА): Гайон Блуфорд (Guion Bluford) (2) — специалист полёта 3;
- (ЕКА): Райнхард Фуррер (Reinhard Furrer) (единственный) — специалист по полезной нагрузке 1;
- (ЕКА):  Эрнст Мессершмид (Ernst Messerschmid) (единственный) — специалист по полезной нагрузке 2;
- (ЕКА): Вюббо Оккелс (Wubbo Ockels) (единственный) — специалист по полезной нагрузке 3.

Расположение экипажа
| Место | Запуск     | Посадка    | Места 1–4 находятся на летной палубе. Места 5–7 находятся на средней палубе. Место 8 расположено впереди места 5. |
| S1    | Хартсфилд  | Хартсфилд  | Места 1–4 находятся на летной палубе. Места 5–7 находятся на средней палубе. Место 8 расположено впереди места 5. |
| S2    | Нейджел    | Нейджел    | Места 1–4 находятся на летной палубе. Места 5–7 находятся на средней палубе. Место 8 расположено впереди места 5. |
| S3    | Данбар     | Блуфорд    | Места 1–4 находятся на летной палубе. Места 5–7 находятся на средней палубе. Место 8 расположено впереди места 5. |
| S4    | Бакли      | Бакли      | Места 1–4 находятся на летной палубе. Места 5–7 находятся на средней палубе. Место 8 расположено впереди места 5. |
| S5    | Блуфорд    | Данбар     | Места 1–4 находятся на летной палубе. Места 5–7 находятся на средней палубе. Место 8 расположено впереди места 5. |
| S6    | Фуррер     | Фуррер     | Места 1–4 находятся на летной палубе. Места 5–7 находятся на средней палубе. Место 8 расположено впереди места 5. |
| S7    | Мессершмид | Мессершмид | Места 1–4 находятся на летной палубе. Места 5–7 находятся на средней палубе. Место 8 расположено впереди места 5. |
| S8    | Оккелс     | Оккелс     | Места 1–4 находятся на летной палубе. Места 5–7 находятся на средней палубе. Место 8 расположено впереди места 5. |

## Параметры миссии
- Масса:
  - Стартовая при запуске: 110,568 кг
  - Полезной нагрузки: 14,451 кг
- Перигей: 319 км
- Апогей: 331 км
- Угол наклона: 57,0°
- Период вращения: 91.0 мин